# Indonézia címere

Indonézia címere

Indonézia címere egy sárga színű mitológiai madár, a Garuda. A madár tizenhét szárnytolla és nyolc farktolla az 1945-ös függetlenség kikiáltásának dátumát jelképezi. A madár mellén egy negyedelt pajzs van, amelynek első negyedében vörös mezőben egy bikafejet ábrázoltak, a második negyed fehér színű egy fa képével, a harmadik negyedben rizs- és gyapotszálakat helyeztek el fehér mezőben, míg az utolsó negyedben egy sárga lánc látható a vörös mezőn. Középen, fekete pajzson egy sárga csillag, az egység jelképe látható. A madár karmai között sárga szalagon olvasható az ország mottója: „Bhinneka Tunggal Ika” (Egység a különbözőségben).